# Thelotrema poeltii
Thelotrema poeltii är en lavart som beskrevs av Patw. & C.R. Kulk. 1977. Thelotrema poeltii ingår i släktet Thelotrema och familjen Thelotremataceae.   Inga underarter finns listade i Catalogue of Life.